# Lindelhoeven VV
Lindelhoeven VV is een Belgische voetbalclub uit Lindelhoeven, een dorp in de gemeente Pelt. De club is aangesloten bij de KBVB met stamnummer 7460 en heeft rood-zwart als kleuren. De eerste ploeg speelt in de Limburgse provinciale reeksen, en de club heeft daarnaast nog een 20-tal jeugdploegen in competitie.

## Geschiedenis
De club sloot zich aan bij de Belgische Voetbalbond in 1970 en ging er in de provinciale reeksen spelen. Men klom er op naar de hogere reeksen.
In 2008 werd men kampioen in Tweede Provinciale en promoveerde Lindelhoeven VV naar de hoogste provinciale reeks. Na een seizoen degradeerde men weer, maar nog een jaar later werd men weer kampioen in Tweede Provinciale en keerde men alweer terug in Eerste Provinciale. De volgende jaren wist Lindelhoeven VV zich daar nu wel te handhaven.

## Resultaten
| Seizoen | Klasse | Klasse | Klasse | Klasse | Klasse | Klasse | Klasse | Klasse | Klasse | Reeks                                                    | Punten                                                   | Opmerkingen                                              |
|         | 1A     | 1B     | 1Am    | 2Am    | 3Am    | P.I    | P.II   | P.III  | P.IV   | Vanaf 2016-17 zijn er 3 nationale en 2 regionale niveaus | Vanaf 2016-17 zijn er 3 nationale en 2 regionale niveaus | Vanaf 2016-17 zijn er 3 nationale en 2 regionale niveaus |
| ------- | ------ | ------ | ------ | ------ | ------ | ------ | ------ | ------ | ------ | -------------------------------------------------------- | -------------------------------------------------------- | -------------------------------------------------------- |
| 2016/17 |        |        |        |        |        |        | 9      |        |        | Tweede Prov. Lim. A                                      | 37                                                       | Degradatie                                               |
| 2017/18 |        |        |        |        |        |        | 14     |        |        | Tweede Prov. Lim. A                                      | 30                                                       |                                                          |
| 2018/19 |        |        |        |        |        |        | 11     |        |        | Tweede Prov. Lim. A                                      | 38                                                       |                                                          |
| 2019/20 |        |        |        |        |        |        | 5      |        |        | Tweede Prov. Lim. A                                      | 39                                                       | Vroegtijdig stopgezet wegens de Coronacrisis             |
| 2020/21 |        |        |        |        |        |        | -      |        |        | Tweede Prov. Lim. A                                      | -                                                        | Seizoen geschrapt wegens de Coronacrisis                 |
| 2021/22 |        |        |        |        |        |        | 3      |        |        | Tweede Prov. Lim. A                                      | 58                                                       |                                                          |
| 2022/23 |        |        |        |        |        |        | 4      |        |        | Tweede Prov. Lim. B                                      | 51                                                       |                                                          |
| 2023/24 |        |        |        |        |        |        | 1      |        |        | Tweede Prov. Lim. B                                      | 69                                                       | Kampioen                                                 |
| 2024/25 |        |        |        |        |        | 10     |        |        |        | Eerste Prov. Limburg                                     | 28                                                       |                                                          |
| 2025/26 |        |        |        |        |        |        |        |        |        | Eerste Prov. Limburg                                     |                                                          |                                                          |

## Bekende oud-spelers
- Bernt Evens, speelde bij Cercle Brugge
- Gerard Plessers, Belgische oud-international, speelde voor Hamburg, Standard Luik en Racing Genk
- Olaf Vandael, speelde in Eerste Klasse bij KV Mechelen